# Gesellschaft Harmonie (Leipzig)
Die Gesellschaft Harmonie e. V. ist ein Verein in Leipzig, der gemäß seiner Satzung der Geselligkeit und dem geistigen Austausch unter den Mitgliedern aus Kultur und Kunst, Wissenschaft und Wirtschaft, Recht und Verwaltung dient. Sie soll Ort freundschaftlichen Austausches von Lebenserfahrungen zwischen den Mitgliedern sein. Ziel der Gesellschaft ist auch, zum Wohl der Stadt Leipzig und ihrer Bürger durch mildtätige und gemeinnützige Spenden beizutragen.

## Geschichte

### 1776 bis 1948

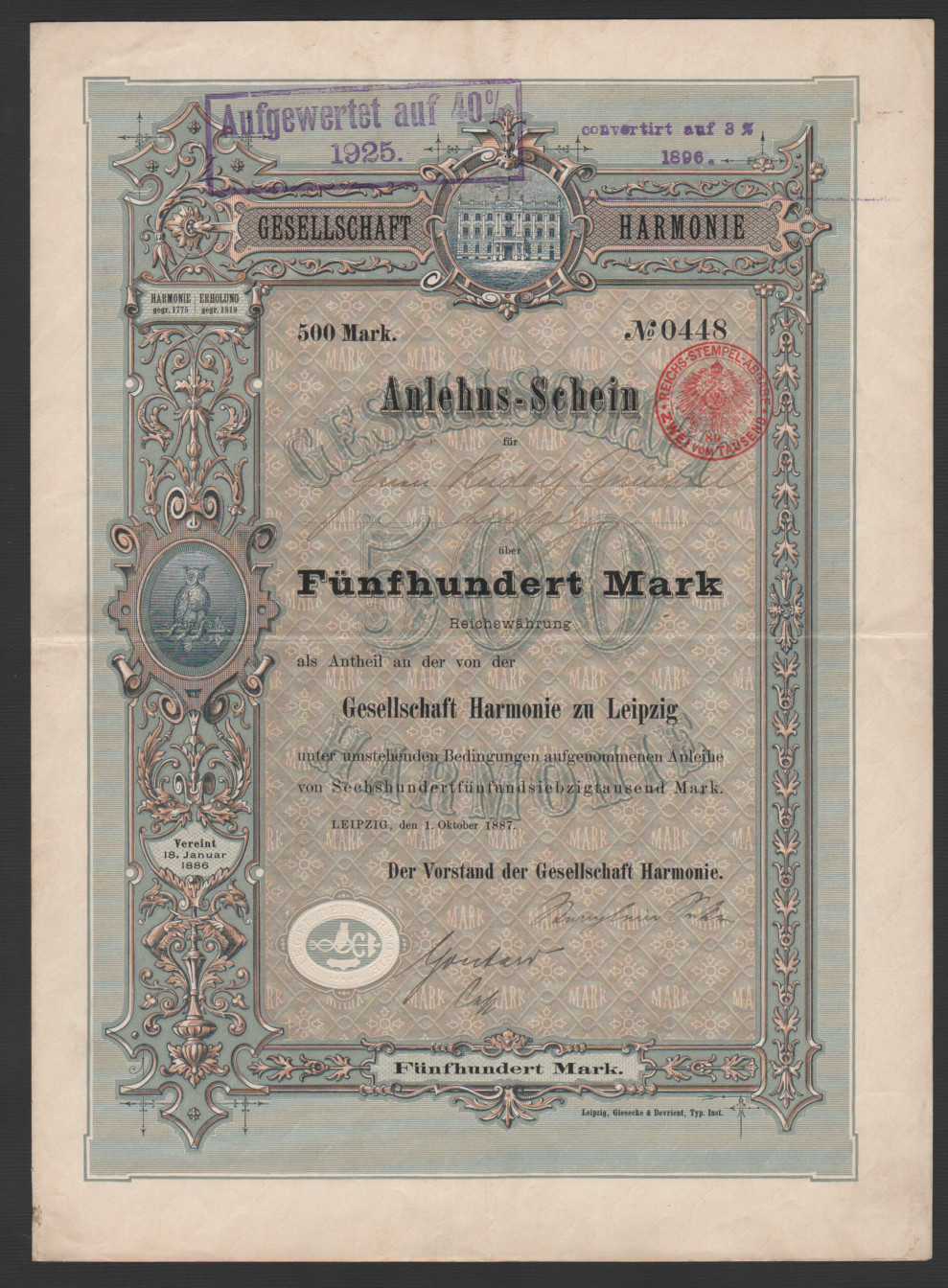
Anleihe über 500 Mark der Gesellschaft Harmonie vom 1. Oktober 1887 zur Finanzierung des Gesellschaftshauses

Die Gesellschaft Harmonie wurde als bürgerliche Vereinigung in Leipzig von Kaufleuten, Gelehrten, Beamten und Künstlern am 27. Februar 1776 gegründet. Anlass zur Gründung dieser und weiterer ähnlicher Vereinigungen waren Hungerjahre in Leipzig zu Anfang der 1770er-Jahre. Deshalb hatte sich die Gesellschaft damals als erstes Ziel gesetzt, „zur Linderung unverschuldeter Armut beizutragen“. Dazu wurden bis 1830 u. a. sogenannte Armenkonzerte durchgeführt. 1829 betrug die Summe, die an Arme verteilt wurde, 43.100 Taler. Aber auch das gesellige Leben und Leipziger Besonderheiten sollten gepflegt werden. Um die Exklusivität der Gesellschaft zu wahren, war die Anzahl der Mitglieder auf Einhundert beschränkt. Es wurden gesellige Zusammenkünfte mit Essen, Musik, Spiel und Tanz veranstaltet, wobei man sich in verschiedenen Leipziger Häusern einmietete und des Sommers auch die Leipziger Gärten nutzte.

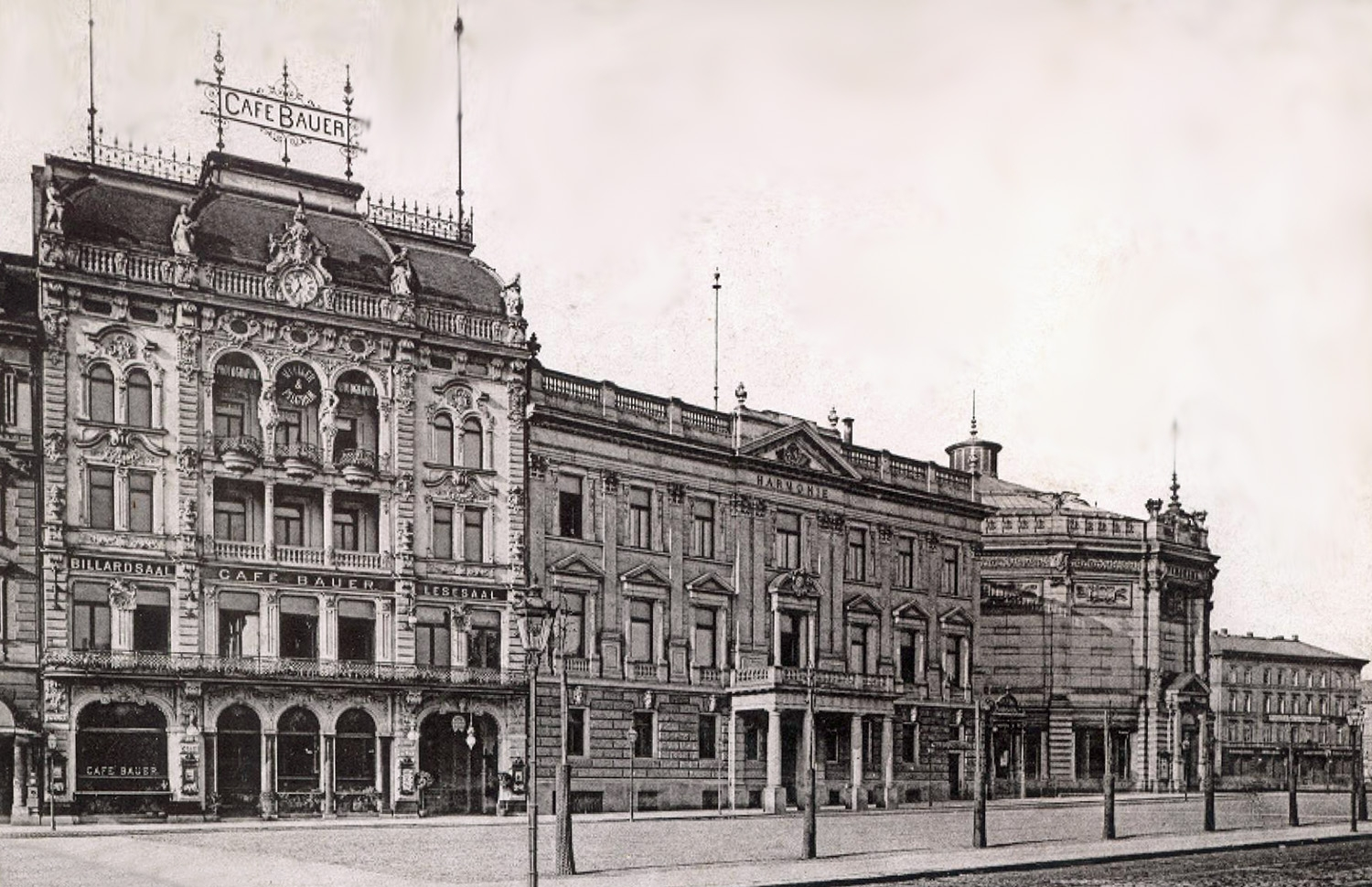
Das ehemalige Gesellschaftshaus Harmonie zwischen Café Bauer und dem Panorama am Roßplatz (heute nordöstlicher Teil der Freifläche Roßplatz neben dem Wilhelm-Leuschner-Platz)

1887 kam es zur Vereinigung mit der Leipziger Gesellschaft „Erholung“ unter Beibehaltung des Namens Harmonie. Die Beschränkung der Mitgliederzahl war vorher in der Harmonie schon bis auf 300 erhöht worden, und 1925 hatte die Gesellschaft 641 Mitglieder.
Die Gesellschaft Erholung hatte bereits 1884 das Grundstück Roßplatz 5b erworben, das sie mit einbrachte. Dieses konnte nun 1887 genutzt werden, um darauf ein exklusives Gesellschaftshaus zu errichten. Den Entwurf dazu lieferte der Leipziger Architekt Arwed Roßbach. Das Haus wurde zu Versammlungen und Veranstaltungen der Gesellschaft genutzt. Im Untergeschoss befanden sich neben technischen Einrichtungen zwei Kegelbahnen, im Erdgeschoss die Eingangshalle mit der Geschäftsstelle und dem Sitzungszimmer für den Vorstand sowie spezielle Räume für die Damen. Das erste Obergeschoss enthielt Empfangs- und Konversationsräume und den großen Speisesaal mit einem Spielzimmer und das zweite Obergeschoss zwei Billardzimmer und weitere verschiedene Spielzimmer. Das Gebäude wurde im Zweiten Weltkrieg zerstört.
1946 wurde der Verein von der sowjetischen Militäradministration enteignet und 1948 zwangsweise und gegen Einspruch aus dem Vereinsregister Leipzig gestrichen.

### Ab 1994
Die Gesellschaft wurde nach ersten Gesprächen im Oktober 1993 zwischen den Präsidenten der Handwerks- und Industrie- und Handelskammer, Joachim Dirschka und Rudolf Sommerlatt, sowie Paul Kosin, dem damaligen Leiter der BMW-Niederlassung Leipzig, und dem damaligen Pressesprecher der Handwerkskammer Bernd Mühling sowie auf Initiative des Regierungspräsidenten Walter Christian Steinbach 1994 wieder ins Leben gerufen. Hans-Achim Schubert, der Senior der „Vertrauten Gesellschaft“, einer weiteren traditionsreichen Bürgergesellschaft der Stadt, hatte die alte Satzung der Harmonie aufbewahrt.
Diese alte Satzung wurde mit wenigen aktuellen Anpassungen nun Grundlage für die neue. Eine solche Anpassung war, dass nun nicht mehr nur „unbescholtene männliche Personen“ Mitglied werden können, wie in der alten Satzung vorgesehen war, sondern natürliche Personen, also nun auch Frauen.
Da es mit dem Speditionskaufmann Horst Lieberoth-Leden (* 1914) und Walther Flemming noch zwei Altmitglieder gab, musste die Gesellschaft nicht neu gegründet werden, sondern sie waren antragsberechtigt, die Löschung aus dem Vereinsregister von 1948 aufheben zu lassen, was mit Beschluss des Amtsgerichts Leipzig vom 20. Mai 1996 geschah.
In den monatlichen Treffen der Gesellschaft werden Vorträge vor allem zu Themen gehalten, die im Zusammenhang mit der Stadt stehen. Es werden auch gemeinsame Feiern und Ausflüge durchgeführt.
Spendengelder der Gesellschaft kamen bisher unter anderem folgenden Objekten und Projekten zugute: dem Leipziger Zoo, der Thomaskirche, dem Hospiz Villa Auguste Leipzig, dem Kinderhospiz „Bärenherz“ Leipzig, der Demokratieglocke auf dem Augustusplatz, dem Völkerschlachtdenkmal sowie Restaurierungen verschiedener Kunstgegenstände in Leipziger Museen.

## Bekannte Mitglieder
- Albin Ackermann-Teubner
- Paul von Bleichert
- Walter Cramer
- Joachim Dirschka
- Carl Einert
- Otto Linné Erdmann
- Christian Gottlob Frege jr.
- Johann Samuel Traugott Gehler
- Franz Dominic Grassi
- Fritz von Harck
- Christoph Michael Haufe
- Siegfried August Mahlmann
- Matthias Moosdorf
- Carl Wilhelm Müller
- Ernst Platner
- Max Pommer
- Franz Schlobach
- Walter Schlobach
- Martin Benno Schmidt
- Wilhelm Schomburgk
- Louis Sellier
- Wilhelm Theodor Seyfferth
- Walter Christian Steinbach
- Melchior Stenglein
- Carl Bruno Tröndlin
- Gottfried Winckler

Quelle: u. a. Mitgliederliste Gesellschaft Harmonie